# 達瑙湖 (宿霧省)
10°40′31″N 124°20′28″E / 10.67528°N 124.34111°E
達瑙湖是菲律賓的湖泊，長4.9公里、寬1.8公里，面積6.8平方公里，是宿霧省最大的湖泊，海拔高度5米，平均水深3米，最大水深5米，湖中有兩座島嶼，1998年該湖地區成為國家公園。

## 外部連結
- Map of San Francisco town with Lake Danao from Cebu Daily Mirror.
- Images of Lake Danao Park from My Cebu Photo Blog.